# Beuningen (Gueldre)
Pour les articles homonymes, voir Beuningen.
Beuningen est un village de 26,244 habitants (31-01-2022) dans le Gueldre aux Pays-Bas.

## Localités

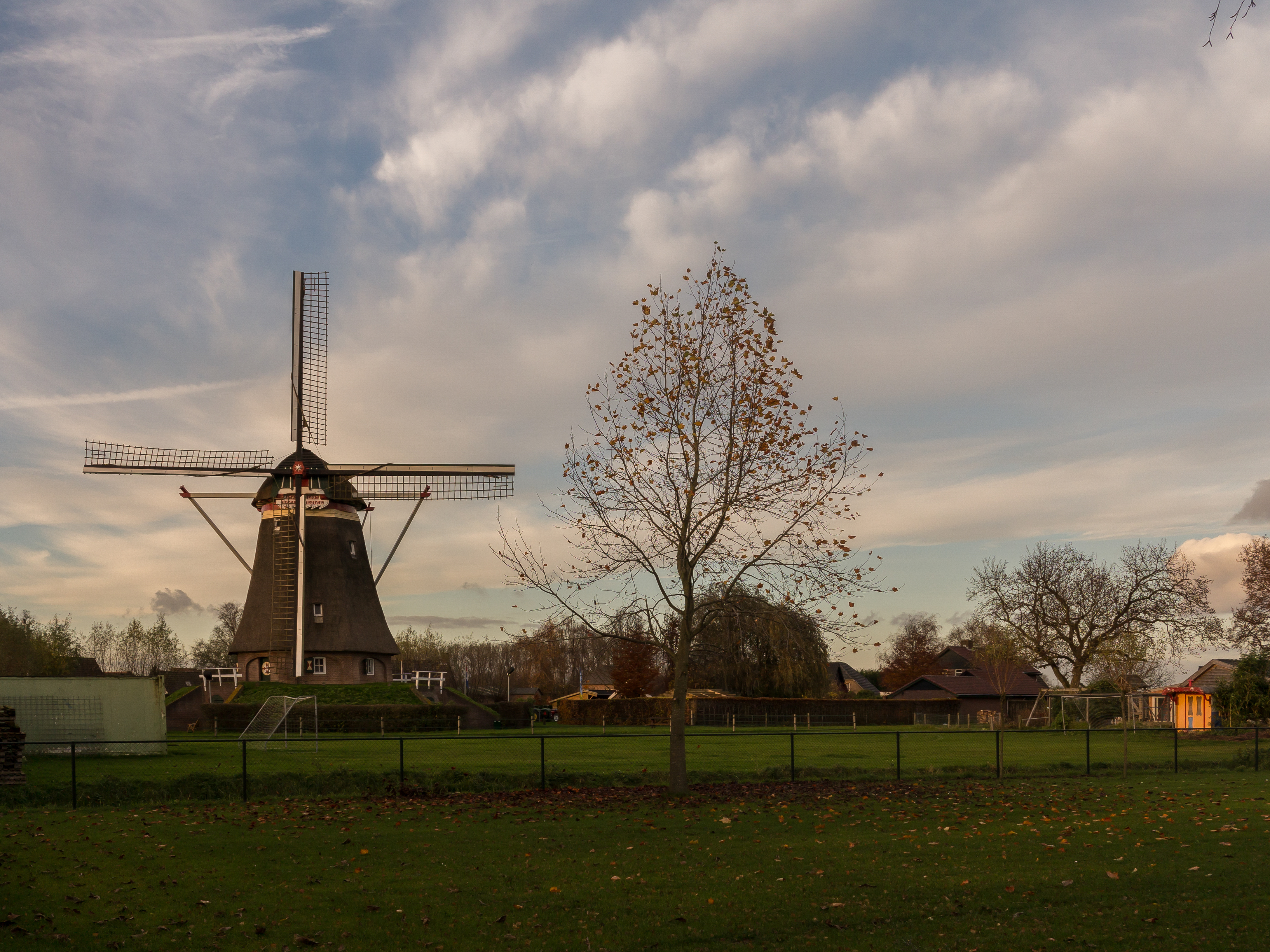
Winssen, le moulin: de Beatrixmolen

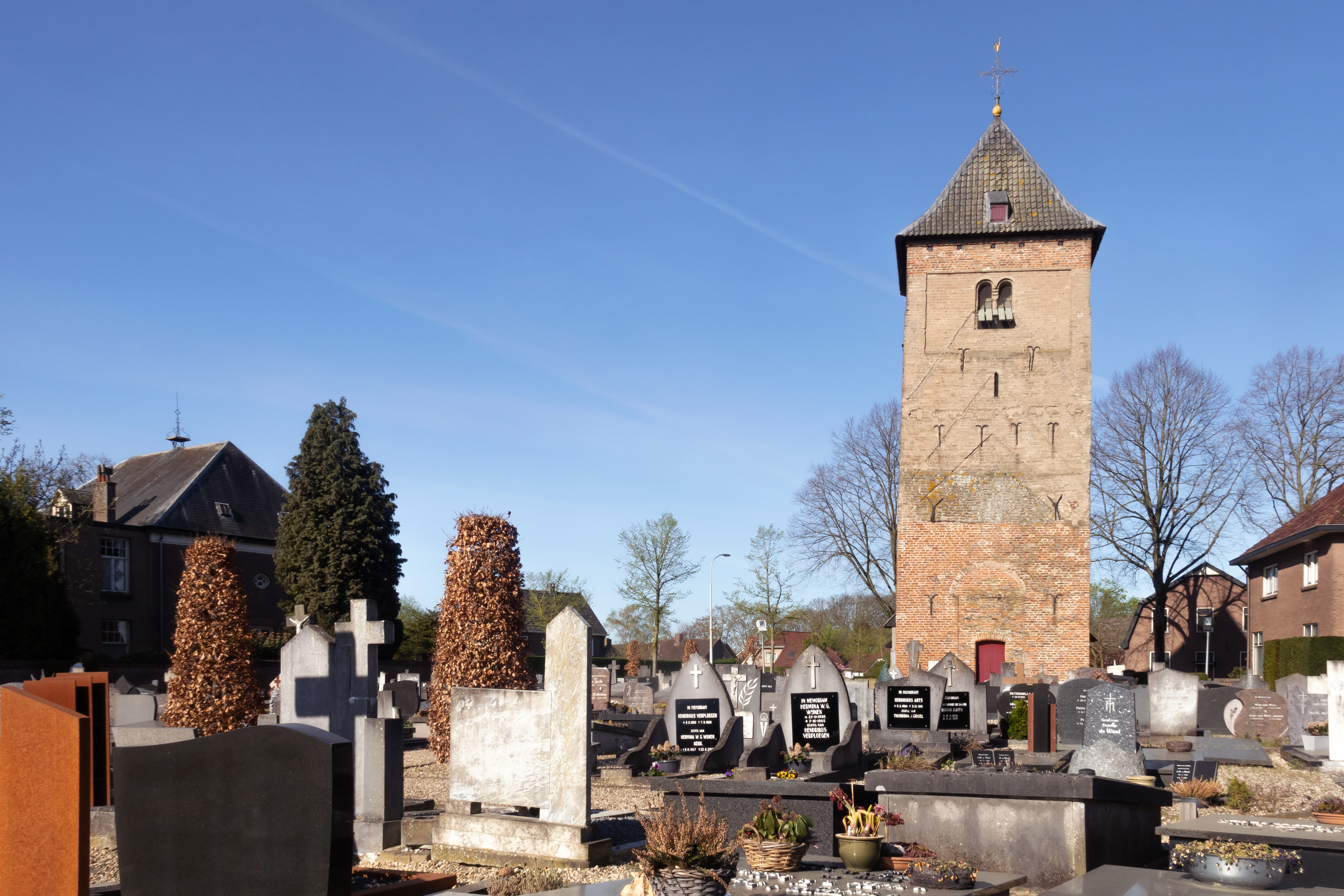
Ewijk, la tour: la Oude Toren

- Beuningen
- Ewijk
- Weurt
- Winssen